# Зона субдукции Каскадия

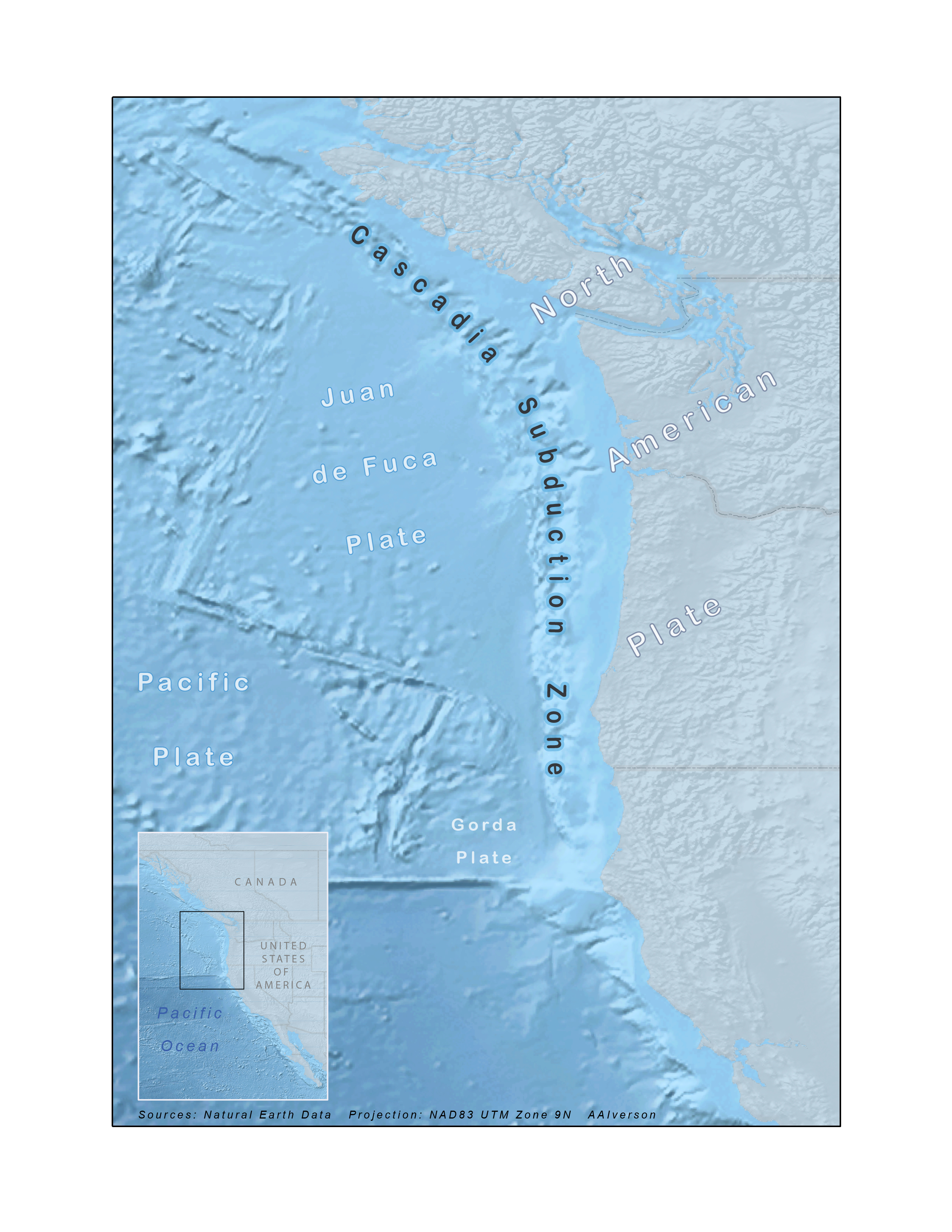
Карта зоны субдукции Каскадия

Зона субдукции Каскадия (англ. Cascadia subduction zone (CSZ)) — это зона субдукции, где тектоническая плита Хуан-де-Фука пододвигается под Северо-Американскую литосферную плиту. Данная линейная зона расположена вдоль западного побережья США и Канады от острова Ванкувер до Северной Калифорнии. Длиной 900 километров от калифорнийского мыса Мендоцино к канадскому Ванкуверу. Свое название получила благодаря каскадной вулканической цепи, проходящей вдоль западного берега североамериканского материка. Через каждые 300 лет в Каскадии случается крупное землетрясение магнитудой 9 — 10, последнее крупное землетрясение произошло в 1700 году.
В пятницу 26 февраля 2016 года система Global Forecast System зафиксировала высокую и крупномасштабную концентрацию окиси углерода (CO). Выброс газов произошёл на обширной территории вдоль линии разлома Сан-Андреас в штате Калифорния, до зоны субдукции Каскадия в штатах Орегон, Вашингтон и канадской провинции Британская Колумбия. По мнению многих экспертов, это признак надвигающегося землетрясения, потому что перед землетрясением окись углерода вытесняется высоким давлением, которое оказывает влияние на гидрологический режим вокруг эпицентра.